# أروق
أروق هي قرية في مقاطعة ملكان، إيران. عدد سكان هذه القرية هو 3,566 في سنة 2006.